# El-Abiar
el-Abiar (italianizzazione dell'in arabo الأبيار‎?, al-Abyār) è una città della Libia nord-orientale. Fa parte del distretto di al-Marj, nella regione storica della Cirenaica.
el-Abiar si trova circa 60 km a est di Bengasi e 36 km a sud di al-Marj, sulle propaggini meridionali dell'altopiano del Gebel el-Achdar. 
L'economia locale è basata principalmente sulle coltivazioni (cereali, frutta, patate, vite) e sul commercio del bestiame.

## Storia recente
Dal 1983 al 1987 el-Abiar è stato il capoluogo dell'omonima Baladiyya (municipalità). Successivamente ha fatto parte del distretto di al-Jabal al-Akhdar e poi del al-Hizam al-Akhdar, di cui è stata capoluogo dal 2001 al 2007. Nel 2007 un'altra riforma amministrativa ha ridotto a 22 il numero di distretti libici, ed el-Abiar è stata inclusa nel distretto di al-Marj.